# Экономика Хайфы
Экономика Хайфы —часть экономики Израиля, Хайфа —крупнейший промышленный центр Израиля. Хайфский порт является вторым в стране по объёму грузоперевозок. Важнейшими отраслями экономики Хайфы являются химическая промышленность, машиностроение, металлообработка.
Основные промышленные районы города сложились во время британского мандата. На севере города, между Хайфой и Крайот—промзона Хайфского залива с портовыми сооружениями, предприятиями химической и пищевая промышленности, крупные торговые зоны, железнодорожное депо. Другая промзона находится на южном въезде в город (Матам); там расположены компании высоких технологий, конгресс-центр, гостиницы, торговые центры.
Больше всего рабочих мест даёт электронная и компьютерная отрасль (высокие технологии), далее следуют пищевая и нефтехимическая промышленность. В 2018 году валовая продукция городских промышленных предприятий составила 12.165 млн шекелей. В городе расположена штаб-квартира оборонной компании Rafael.
Также Хайфа является крупным туристическим центром, в городе 18 построено гостиниц на 1593 номера.
Трудовые ресурсы составляют 142.600 работоспособных человек, безработица—4,8 %. 52,1 % работников проживают в городе, 47,9 % — за его пределами.
Международные компании: Haifa Chemicals.
Компании Хайфы на Тель-Авивской бирже (ТА-35): Elbit Systems (оборонная промышленность), нефтехимический комплекс БАЗАН (химическая промышленность), Фрутаром (химическая промышленность).

## Экономика османской Хайфы
В XIX веке экономика Османской Палестины основывалось на сельском хозяйстве. Поворотным моментом в развитии османской Хайфы стало прибытие в город в 1868 году немецких темплеров, создавших в городе Немецкую колонию, построивших электростанцию, открывших фабрики и наладивших транспортное сообщение с Акко, Назаретом и Тверией.
В 1905 году Хайфа была присоединена к линии Хиджазской железной дороги (Дамаск — Мекка), став центром экспорта из Аравии.
Задачу продвижения еврейского капитала на территории Османской империи должны были решать еврейские банки. В 1908 году в Хайфе открылось отделение «Англо-Палестинской компании» («Anglo — Palestine Co», впоследствии Англо-Палестинский банк, в будущем, в 1951 году, банк Леуми). К этому времени в Хайфе уже было отделение Немецкого Палестинского банка. Британская компания предоставляла мелкие кредиты мелкому еврейскому бизнесу, как правило торговому. Эти два банка имели преимущества перед остальными, в том числе и османскими банками.
Хайфа привлекала внимание банкиров по целому ряду причин:
- порт Хайфы был более удобным по сравнению с портом Яффо
- существовала железнодорожная ветка Хайфа— Хиджазская железная дорога
- Хайфа была центром Галилеи, с городами Цфат (Сафед) и Тверия (Тивериада) и галилейскими еврейскими колониями.

Первыми руководителями хайфского отделения британского банка были Натан Кайзерман (1863—1945) и Соломон (Шломо) Натанзон (1888—1963), в честь которого с 1964 года существует хайфская улица Натанзон.

## Экономика подмандатной Хайфы
После Первой мировой войны в Подмандатной Палестине создавалась промышленность для жителей еврейских поселений- иммигрантов из Европы, в частности для немецких иммигрантов, привезших с собой много денег. Идея создания промышленности в Земле Израиля была высказана в начале XX века группой сионистов из Минска (тогда Россия) (Нахум Вильбуш). В результате были созданы портландцементные заводы по производству строительного цемента, маслозаводы по производству мыла и кулинарного масла, мукомольные заводы.
В 1909 году в Хайфе был основан Завод Атид (с 1922 года «Шемен») по вторичному производству оливкового масла и мыла. Оливковое масло получали из оливковых выжимок химическим путем, методом «горячего прессования» с использованием бензина (предложено Нахумом Вильбушем).
К началу 1920 годов XX века еврейской общиной (ишув) в подмандатной Палестине ставилась задача создания автономной экономики с централизованным управлением, для чего в Хайфе в 1920 году был создан профсоюз «Гистадрут».
В рамках решения задачи создания автономной еврейской экономики:
- В марте 1923 года Пинхас Рутенберг основал Палестинскую электрическую компанию, это был поворотный момент в развитии промышленности Подмандатной Палестины[16]
- В 1923 году было принято решение о строительстве на ул. Яффо первого в городе крупного торгового центра, а рядом—здания Англо-Палестинского банка[14]
- В 1923 году, в связи с увеличением спроса на цемент, был основан (по рекомендации Нахума Вильбуша[ивр.] и при содействии венгерского инженера Арпада Гута[ивр.]) первый цементный завод в Палестине завод Нешер-Хайфа[ивр.] . Место для строительства было выбрано с учётом близости порта Хайфы, Хиджазской железной дороги и месторождений известняка на Кармеле. В своём романе Обновлённая земля (1902) Теодор Герцль предсказал строительство цементного завода в Хайфе. В то время цемент импортировался с небольшого завода в Египте. Планирование и реализация строительства завода «Нешер Хайфа» продолжались около 20 лет.

В 1924 году семья Офер (тогда — Гершкович), которая со временем стала играть важнейшую роль в экономике Хайфы, иммигрировала в Хайфу из Румынии.
В 1927 году в Киркуке на севере Ирака началась разработка крупного нефтяного месторождения, мандатные власти и иракская нефтяная компания выбрали Хайфу в качестве порта отправления нефти в Средиземном море из-за:
- непрерывности британского правления от Ирака до Хайфы
- существования инфраструктура для создания нового порта
- Хайфский залив был пригоден для швартовки нефтяных танкеров
- наличия Изреельской железной дороги.

После того как Еврейский национальный фонд  купил землю в Хайфском заливе, в 1928 году, с целью прокладки дорог, создания промышленной инфраструктуры и жилых кварталов, в Хайфе была создана компания Gav-Yam (с 2020 года контроль у Аарона Френкеля.
В 1934 году в Хайфе была основана компания с целью постройки Стекольного завода «Финикия», в 1935 году началось строительство завода. В руководство компании входили иммигранты из Нидерландов, Германии, Румынии, а мандатное правительство издало специальный закон, освобождающий  оборудование для стекольных заводов от таможенных пошлин.
В 1936 году тремя иммигрантами из Германии рядом с Хайфой была основана компания Тамбор по производству лаков и красок (в собственности Сингапурской компании с 2014 года).
В 1933 году двумя промышленниками из Нидерландов Иехудой Аратеном и Морисом Герзоном была создана компания по производству ароматизаторов Фрутаром (входит в ТА-35, с 2018 года является собственностью International Flavors & Fragrances).
В 1945 году Еврейским агентством, Гистадрутом и Палестинской морской лигой была основана израильская компания морского судоходства ЦИМ (в 1998 году контрольный пакет перешёл к Израильской корпорации семьи Офер).
Нефтеперерабатывающие заводы
В 1934 году было завершено строительство нефтепровода Киркук-Хайфа. В районе Хайфского залива, на берегу реки Кишон (воды реки использовалась в качестве хладоагента), компанией Consolidated Refineries Limited-CRL (совместная собственность «Англо-Персидской нефтяной компании» и англо-голландской нефтяной компании «Роял Датч Шелл») были созданы Хайфские нефтеперерабатывающие заводы Батей зикук, перерабатывающих сырую нефть в различные виды топлива. Эти нефтеперерабатывающие заводы стали основой нефтехимической промышленности Израиля. Трубопровод и Хайфские нефтеперерабатывающие заводы (Батей зикук) были стратегически важными объектами британского правительства, в дальнейшем обеспечивали большую часть потребностей в топливе британских и американских войск в Средиземноморье во время Второй мировой войны.
В 1948 году во время войны за независимость Израиля, официальная эксплуатация иракского трубопровода прекратилась. В конце 1949 года в качестве сырья стали использовать венесуэльскую сырую нефть, привозимую танкерами, в 1955 году—российскую.
В 1957 году началась поставка иранской нефти по трубопроводу Эйлат- Беэр-Шева, Беэр-Шева-Ашдод и далее на танкерах в Хайфу.
В 1959 году была завершена прокладка трубопровода к нефтеперерабатывающим заводам в Хайфе.
Consolidated Refinery Ltd. впоследствии была продана государству Израиль и переименована в Oil Refineries Ltd, в 1972 году —в «Базан», позже в Bazan Group. Oil Refineries Ltd. владела монополией на переработку нефти в стране до 2006 года, пока группа «Паз» не приобрела нефтеперерабатывающий завод в Ашдоде.

## Экономика израильской Хайфы
В 1948 году Хайфа вошла в состав государства Израиль. До середины 1970-х годов Израиль придерживался курса на социализм. Рост иммиграции в Израиль в 1950-х годах привел к быстрому росту экономики. Правительство финансировало создание заводов, а также предоставляло гранты лицам, основавшим фабрики. Государство также получало деньги от выплат из Германии. Большая часть денег была вложена в пластмассовую, металлургическую, химическую и фармацевтическую промышленность.
Морской транспорт
Сразу после образования государства Израиль и победы его в Войне за независимость (1948), суда многих судоходных компаний перестали заходить в израильские порты. Разгрузка происходила в ближайших различных портах Средиземноморья, после чего необходимо было доставлять грузы в Израиль.
Для этих целей была создана судоходная линия «Израиль-Америка», шесть кораблей которой находились под совместным управлением хайфской судоходной компании Zim, банка Дисконт (под контролем семьи Реканати и семьи Карассо), и еврейских организаций США.
В 1950-х годах была создана компания Ofer Brothers (семья Офер), занимавшаяся израильской недвижимостью, авиацией, высокими технологиями, прямыми инвестициями, страхованием, средствами массовой информации (с 2012 года  XT Group).
В 1953 году начала работу судоходная компания Эль-Ям Онийот, офис которой находился в Хайфе.
Оборонная промышленность
В 1948 год в Хайфе была основана компания по производству вооружений HEMED (с 1958 года Rafael), входящая в 100 крупнейших оружейных фирм мира. В 1962 году в Хайфе была основана высокотехнологичная компания Elron Electronic Industries,в 1966 году — Elbit Computers и самый крупный оборонный израильский концерн Elbit Systems.
Фармацевтическая промышленность
В 1950 году командой фармацевтов и врачей в Хайфе была основана фармацевтическая компания Taro. В 1952 году компания была приобретена инвесторами из США и начала производство и продажу обезболивающих препаратов Rokal и Rokacet.
Химическая промышленность
Правительство первоначально владело большей частью химической промышленности страны. Рядом с нефтеперерабатывающими заводами Хайфы была создана нефтехимическая промышленность, которая использовала дистилляты для производства пластмасс и растворителей. Так в 1961 году в Хайфском заливе были построены Нефтехимические заводы (Хайфа) (собственник компания Oil Refineries Ltd.) по переработке сырой нефти в этилен, полиэтилен, сырья для моющей промышленности и технического углерода для резиновой промышленности. Генеральным директором был назначен Авигдор Бертель. Эти заводы стали одними из самым вредных для экологии предприятий Израиля. В 1974 году был построен завод Гадив (начал работу в 1978 году), входящий в состав Bazan Group, офис которого был расположен в Хайфе (производит ароматические вещества , алифатические растворители и промежуточные продукты для химической, фармацевтической, пластмассовой и пищевой промышленности). Gadiv полностью принадлежит Oil Refineries Ltd. с 1994 года. В 1991 году в Хайфе была основана компания Кармель олефины, как объединение мощностей и активов, отдельно принадлежавших нефтеперерабатывающим заводам, с одной стороны, и нефтехимическим заводам, с другой. В начале XXI века контрольный пакет акций сначала нефтехимических, а затем нефтеперерабатывающих заводов купил израильский бизнесмен Дэвид Федерман. Однако, после значительных убытков, с 2008 года компания входила в состав Bazan Group, основным акционером которой являлась Israel Corporation, контролируемая Иданом Офером. К февралю 2023 года Израильская корпорация продала все свои акции нефтеперерабатывающих заводов Дэвиду Федерману.
В 1960-х годах учеными TMI (Israel Minerals Industry) был зарегистрирован в виде патента и назван «Хайфским процессом», процесс производства калийно-нитратного удобрения KNO3, лежащий в основе производственных процессов Хайфского химического завода Haifa Chemicals. Сырьём служили: поташ и азотная кислота, произведенная из привозного аммиака.
Курс на капитализм
В 1977 году Израиль взял курс на капитализм, началась приватизация государственной собственности.
В октябре 1983 года в Израиле разразился банковский кризис, частные банки были спасены государством и перешли в его собственность.
Начиная с середины 90-х годов экономика Израиля переориентировалась на промышленность высоких технологий.
Повторная приватизация банков началось в конце 1990-х. Центры экономического влияния, сосредоточенные у правительства, профсоюза Гистадрут и семьи Реканати, оказались распределены между двадцатью группами.
По удельному весу промышленности в производстве и занятости Израиль так и не достиг уровня стран с ярко выраженной индустриальной специализацией. С 1991 года доля промышленности в ВВП постоянно сокращалась в результате перехода к постиндустриальной экономике. Израиль оказался единственным в мире технологическим государством, которое в своем развитии не прошло стадии индустриальной экономики. Израиль более известен своими технологическими предприятиями и стартапами, чем своей химической промышленностью.
В 1999 году акции Israel Corporation (Zim, Israel Chemicals , Oil Refineries Ltd (BAZAN) в Хайфе , Tower Semiconductor и другие), одной из крупнейших холдинговых компаний Израиля, были приобретены семьей Офер, одной из 20 семей, которые контролируют 25 % израильских компаний, акции которых котируются на бирже.

## XXI век
В 2001 году в Хайфе (Парк Матам) была создана компания Pluri, позволяющая производить плацентарные клетки. В марте 2014 года компания получила одобрение американского FDA на строительство завода по производству стволовых клеток. В 2022 году компания Pluri и Тнува создали совместное предприятие по производству искусственного мяса.